# تشاد هايز
تشاد هايز (بالإنجليزية: Chad Hays) هو سياسي أمريكي، ولد في 5 يناير 1963 في مقاطعة فيرميليون في الولايات المتحدة. حزبياً، نشط في الحزب الجمهوري. وقد انتخب عمدة (مايو 1991 – مايو 1999) وانتخب عضو مجلس نواب إلينوي (يناير 2011 – ).

## وصلات خارجية
- الموقع الرسمي